# زهانغ شو
زهانغ شو (بالصينية: 张烁) (17 سبتمبر 1983 ببكين في الصين - ) هو لاعب كرة قدم صيني في مركز الهجوم. شارك مع منتخب الصين لكرة القدم. أما مع النوادي، فقد لعب مع نادي تيانجين تيدا ونادي غوانغجو آر أند إف ونيوكاسل يونايتد جتس وTianjin Tianhai F.C. ‏.

## وصلات خارجية
- زهانغ شو على موقع قاعدة بيانات كرة القدم.إي يو (الإنجليزية)
- زهانغ شو على موقع ناشيونال فوتبول تيمز (الإنجليزية)
- زهانغ شو على موقع Soccerway.com (الإنجليزية)
- زهانغ شو على موقع عالم كرة القدم.نت (الإنجليزية)